# 長崎ランタンフェスティバル
長崎ランタンフェスティバル（ながさきランタンフェスティバル）は、毎年冬に長崎県長崎市で行われるイベント。

## 概要
1986年に長崎新地中華街に牌楼が建設されたことを契機に、中華街振興組合によって観光振興のイベントとして春節と元宵節を組み合わせた「灯籠祭」を行う計画が持ち上がり、1987年の春節より毎年開催されるようになった。灯籠祭は観光客からの反応も好評だったことから、1994年に長崎都市発展戦略の一環として正式な観光の柱のひとつに位置づけられ、名称も「長崎ランタンフェスティバル」と改められた。
長崎市全体でのイベントとなった長崎ランタンフェスティバルでは、「長崎に息づく異国CHINA 再発見」をコンセプトに、新地中華街を中心に市内に約1万5千個の赤を基調とした中国提灯（ランタン）や点灯式のオブジェが飾られ、龍踊り、獅子舞など本場の春節をイメージさせる催しが行われる。
祭の規模は年々増加傾向にあり、2008年には行政からの拠出金と各所からの協賛金の合計が1億円を上回った。
2018年には皇帝パレードに長崎市出身の長濱ねる（欅坂46）が参加し、期間中に過去最高の106万人が来場した。
長崎ランタンフェスティバルは旧暦の1月1日から1月15日にかけて行われる。暦の関係で、年ごとに開催期間は前後に移動する。

## 付随するイベント
- 春節礼祭（点灯式） - 大晦日深夜に行われる。
- 皇帝パレード - 期間中の土曜日。清朝をイメージした皇帝と皇后の御輿他約150名からなる一行が市内を回る。
- 媽祖行列 - 期間中の日曜日。航海安全の神である媽祖（まそ）の像を長崎港に入港した唐船より興福寺媽祖堂・唐人屋敷内天后堂に安置するための行列を再現。
- 二胡演奏 - 期間中毎日。
- 中国雑技団公演 - 期間中毎日。
- キングダム展 - 2019年に長崎青年協会の主導により、中国・春秋戦国時代を舞台としたテレビアニメ『キングダム』と連携したコラボ企画が展開される。
- ながさき恋ランタン - 孔子廟会場に祈願所が設置され、恋ランタンについている祈願牌に恋愛成就の願い事を書いて奉納できる。

## 主な会場
- 長崎新地中華街・湊公園 - メイン会場。
- 長崎孔子廟-媽祖行列の出発・終着場所。
- 中央公園
- 中島川公園
- 鍛冶市
- 浜んまち（浜町アーケード）
- 鐵橋
- 唐人屋敷
- 興福寺

この他、崇福寺や長崎駅にもランタンが飾られる。

## 長崎ムーンライトフェスティバル
2009年10月初頭に開催された非常に小規模な関連イベント。ランタンフェスティバル同様のコンセプトで新地中華街の中秋節を祝う行事として開催された。ランタンフェスティバルのメイン会場となる湊公園に、過去に利用された干支のメインオブジェが飾られている。